# DSMS
DSMS es un emulador realizado por N3TKaT que permite que los juegos de la Sega Game Gear y Master System y funcionen en la consola Nintendo DS.

## Utilización
Este programa no es un emulador utilizable directamente en Nintendo DS, se asemeja más a un conversor. Convierte las ROM de Game Gear o Master System en programas utilizables por la Nintendo DS de forma indirecta, sin usar la consola para el proceso.
Para utilizar el fichero resultante en una Nintendo DS se requiere la utilización de un sistema de carga con soporte para "Homebrew".

### Sintaxis
DSMS MODE INPUT.ROM OUTPUT.NDS
Siendo:
- DSMS el nombre del programa.
- MODE: 
  - 0 para Master System
  - 1 para Game Gear.
- INPUT.ROM la ROM del juego.
- OUTPUT.NDS el fichero resultante para Nintendo DS.

Para que este programa funcione correctamente se requiere alguno de los sistemas operativos de la empresa Microsoft, aunque funciona sin problemas bajo el emulador Wine.

## Controles
- Teclas de dirección = Teclas de dirección MasterSystem/GameGear
- A/B = Botones MasterSystem/GameGear
- Start = Botón de pausa para MasterSystem pause button, Botón de inicio para GameGear
- Select = Botón de reset para MasterSystem
- L+R = reset del emulador

## Estado
En el fichero readme.txt que acompaña al emulador, podemos ver el estado de la emulación.
En la versión 0.2, los porcentajes de emulación son:
| Componente          | Porcentaje           |
| ------------------- | -------------------- |
| Z80 CPU             | 100%                 |
| VDP GPU             | 80%                  |
| PSG SOUND (SN76489) | 100% Con mucho ruido |
| FM SOUND (YM2413)   | 0%                   |

### Lo que no está emulado o se desea emular
- Prioridad del fondo
- Inhibición del desplazamiento vertical (r0 b7)
- Inhibición del desplazamiento horizontal (r0 b6)
- Desplazamiento de los sprites (r0 b3)
- El color del borde se recoge de la paleta 0, y tiene que ser de la 1 (r7)
- Interrupción HBLANK (r10)
- Arreglar errores aleatorios en sprites.

## Historial de cambios
0.2: Versión para la competición NeoFlash (pública)
- Se cambia a modo 0
- Sprites y fondo utilizando el hardware de la Nintendo DS
- Añadido el sonido PSG

0.1: Primera versión (privada)
- Todos los gráficos usan el mapa de bits (bitmap) en modo 5
- Sin sonido

## Galardones
DSMS quedó en 4.ª posición en el certamen de programación NEO Coding Contest organizado por NeoFlash en el año 2005 en la sección de aplicaciones.